# Monarch Beach, Dana Point, California

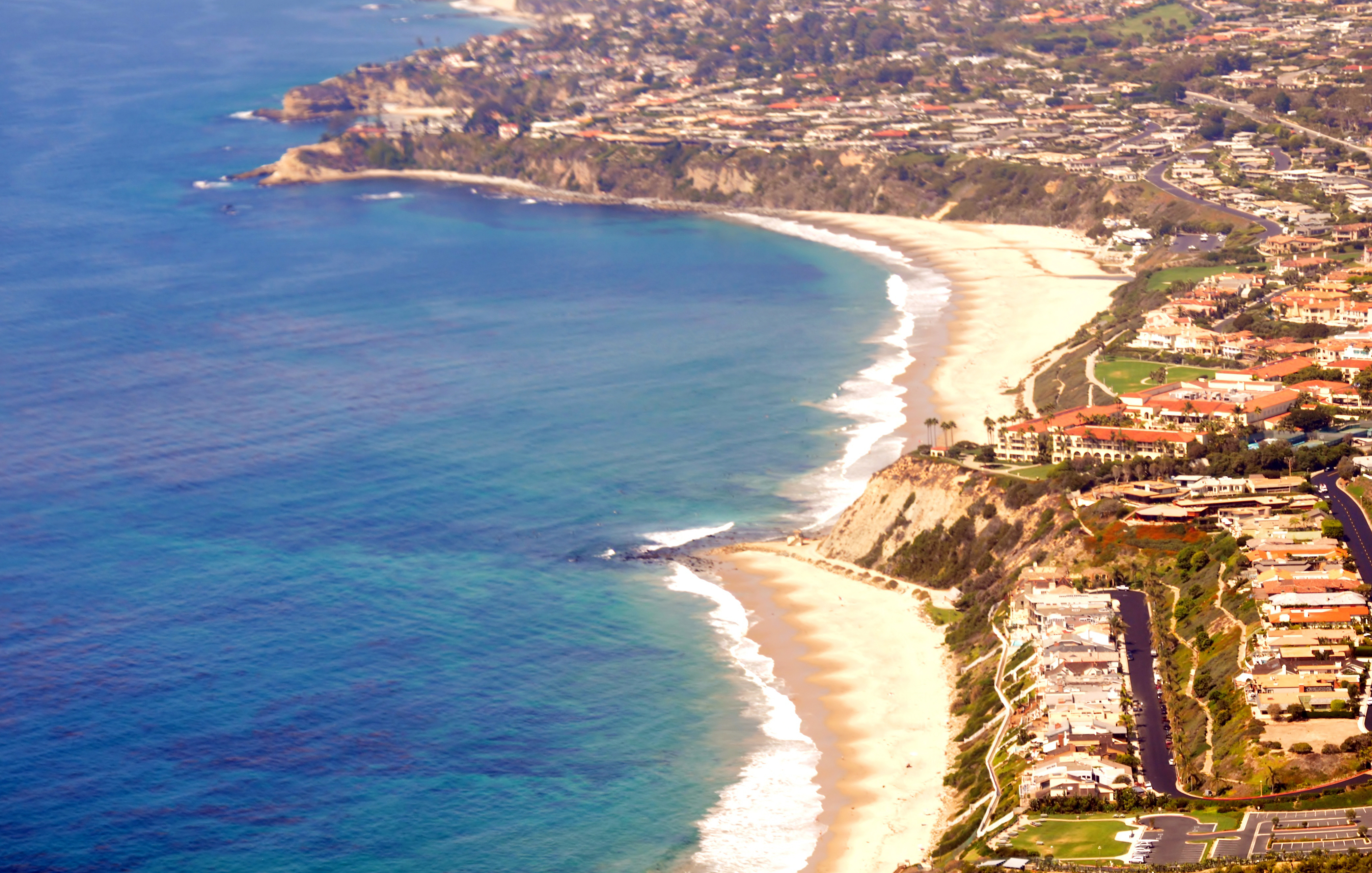
Widok na Monarch Beach

Monarch Beach – niewielka dzielnica w hrabstwie Orange w Kalifornii, zlokalizowana w mieście Dana Point. Jest przede wszystkim wspólnotą mieszkaniową. W okolicy znajdują się dwa luksusowe ośrodki, Monarch Beach Resort oraz Ritz Carlton-Laguna Niguel. Monarch Beach znajduje się w pobliżu granicy miasta między Dana Point i Laguna Niguel. Nazwa dzielnicy jest często niepoprawnie używana jako nazwa miasta.
Monarch Beach stała się wydzieloną częścią miasta 1 stycznia 1989.
W 1977 w domku znajdującym się w Monarch Beach, należącym do pana i pani Harold H. Smith odbyły się nagrania wywiadów Nixona.